# Julien Mewis
Julien Mewis (ur. 8 kwietnia 1958 w Brasschaat) – belgijski zapaśnik walczący w obu stylach. Dwukrotny olimpijczyk. Zajął dziesiąte miejsce w Montrealu 1976 i jedenaste w Moskwie 1980. Walczył w wadze muszej i koguciej.
Brązowy medalista mistrzostw Europy w 1980. Siódmy w Pucharze Świata w 1982. Mistrz Europy kadetów w 1978 roku.
Jego ojciec Maurice Mewis również był zapaśnikiem i czterokrotnym olimpijczykiem.

## Turniej wMontrealu 1976
| Konkurencja      | Walki                    | Walki               | Klas. końcowa |
| Konkurencja      | Przeciwnik I             | Przeciwnik II       | Miejsce       |
| ---------------- | ------------------------ | ------------------- | ------------- |
| 52 kg styl wolny | Władysław Stecyk (POL) P | Yūji Takada (JPN) P | 10.           |

| Konkurencja          | Walki                    | Walki                            | Walki                        | Klas. końcowa |
| Konkurencja          | Przeciwnik I             | Przeciwnik II                    | Przeciwnik III               | Miejsce       |
| -------------------- | ------------------------ | -------------------------------- | ---------------------------- | ------------- |
| 52 kg styl klasyczny | Baek Seung-hyeon (KOR) P | Dżamsrangijn Mönch-Oczir (MGL) Z | Witalij Konstantinow (URS) P | 10.           |

## Turniej wMoskwie 1980
| Konkurencja          | Walki                  | Walki                | Klas. końcowa |
| Konkurencja          | Przeciwnik I           | Przeciwnik II        | Miejsce       |
| -------------------- | ---------------------- | -------------------- | ------------- |
| 57 kg styl klasyczny | Szamil Serikow (URS) P | Gyula Molnár (HUN) P | 11.           |